# Urophyllum mindorense
Urophyllum mindorense är en måreväxtart som beskrevs av Elmer Drew Merrill. Urophyllum mindorense ingår i släktet Urophyllum och familjen måreväxter. Inga underarter finns listade i Catalogue of Life.